# Psycho (Lied)
Psycho ist ein Lied des US-amerikanischen Sängers Hardy. Es erschien am 17. Mai 2024 als zweite Single seines dritten Studioalbums Quit und wurde bei den Billboard Music Awards 2024 in der Kategorie Top Hard Rock Song nominiert.

## Inhalt
Psycho ist ein Country-Rock-Song, der von Michael Wilson Hardy, Zach Abend, Tyler Hubbard und Jaclyn Cole Miskanic geschrieben wurde. Der Text ist in englischer Sprache verfasst. Psycho ist in der Originalversion 3:18 Minuten lang, wurde in der Tonart E-Dur geschrieben und weist ein Tempo von 123 BPM auf. Produziert wurde das Lied von Joey Moi, Hardy und Zach Abend. Das Lied handelt von einem Mann und seiner Beziehung zu seiner neuen Freundin. Er lernt erst ihre Freunde und dann ihre Familie kennen. Der Mann hofft, dass die Beziehung anhält. Im Refrain erzählt er, welche Konsequenzen eine Trennung mit sich bringen würde.
| „If you ever leave me, girl, I'll get a face tattoo Steal a truck, end up on the six o'clock news If you say goodbye, hell, I'll dye my hair Crash your birthday party in my underwear Hey, I hope you never have to see the day But if you ever walk away, well Everybody you know, everybody I know's Gonna know you fell in love with a psycho“ – Refrain | „Wenn du mich je verlässt, werde ich mein Gesicht tätowieren lassen Einen Truck klauen und in den Sechs-Uhr-Nachrichten enden Wenn du auf Wiedersehen sagst, werde ich meine Haare färben und in Unterwäsche zu deiner Geburtstagsparty erscheinen Hey, ich hoffe, dass du diesen Tag nie erleben wirst aber wenn du je gehen solltest wird jeder, den du kennst, und jeder, der mich kennt, wissen dass du dich in einen Psychopathen verliebt hast.“ – Freie Übersetzung |

Das Singlecover zeigt Hardy in der Gummizelle einer psychiatrischen Klinik. Er trägt eine Zwangsjacke. Der Titel des Liedes steht handschriftlich geschrieben und eingekreist in der Mitte über Hardys Brust. Am 11. Mai 2024 trat Hardy mit dem Lied in der Late-Night-Show Jimmy Kimmel Live! auf. Im Juli 2024 folgte ein Auftritt in der The Tonight Show, bei der Hardy eine Zwangsjacke trug.

## Musikvideo
Für das Lied wurde ein Musikvideo veröffentlicht, bei dem Justin Clough Regie führte. Es zeigt Hardy im Aufenthaltsraum einer psychiatrischen Klinik, wo er eine Zeitung liest. Ihm fällt eine Mitarbeiterin auf, die Staub saugt. Er stellt sich vor, wie er sich in sie verliebt und ihre Eltern kennen lernt, bevor er von Sicherheitskräften überwältigt und in eine Zelle geschleppt wird. Zwischendurch sieht man Hardy in seiner Gummizelle.

## Chartplatzierungen
| ChartsChartplatzierungen            | Höchstplatzierung | Wochen |
| ----------------------------------- | ----------------- | ------ |
| Vereinigte Staaten (Billboard Rock) | 27 (8 Wo.)        | 8      |